# John Russell, 1. Earl Russell

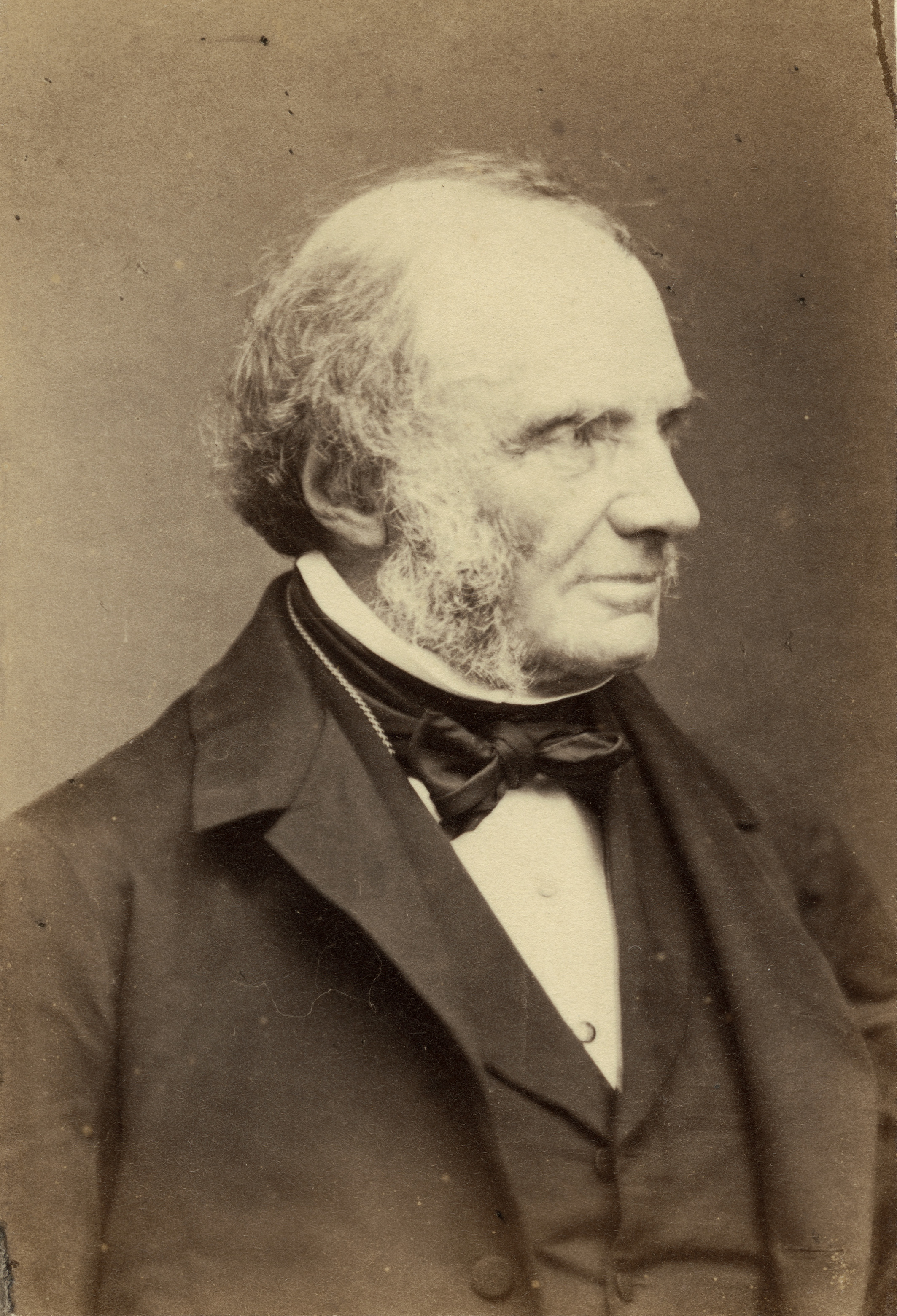
John Russell, 1. Earl Russell

John Russell, 1. Earl Russell, KG, PC (* 18. August 1792 in London; † 28. Mai 1878 im Pembroke Lodge, Richmond Park, Surrey) war ein liberaler Reformpolitiker und unter Königin Victoria zweimal Premierminister des Vereinigten Königreichs. Er war der Großvater von Bertrand Russell.

## Leben

### Kindheit und Bildung
Russell, dritter Sohn von John Russell, 6. Duke of Bedford, besuchte die Westminster School und studierte an der Universität Edinburgh Philosophie, Geschichte und Staatswissenschaften.

### Der Weg zum Oppositionsführer
Schon im Juli 1813 trat Russell für einen Wahlkreis, über den sein Vater verfügte, in das House of Commons ein. Er sympathisierte mit den Idealen der Französischen Revolution, besuchte Napoleon Bonaparte während dessen Zeit auf Elba und war seit 1819 unablässig um eine Reform der Parlamentswahlen bemüht. Seine Vorschläge wurden anfangs schon in den ersten Stadien der Beratung zurückgewiesen. Dagegen kam ein Gesetzesvorschlag, den er 1826 einbrachte, wenigstens zur zweiten Lesung. Er sah vor, das Wahlrecht einer Anzahl von entvölkerten und unbedeutenden ländlichen Wahlkreisen auf große und bevölkerungsstarke, bis dahin von der Vertretung im Parlament ausgeschlossene, Fabrikstädte zu übertragen.
In diesen Auseinandersetzungen hatte er sich bereits eine hervorragende Stellung innerhalb der Whigpartei erworben, die noch gefestigt wurde, als er 1828 energisch und mit Erfolg für die Aufhebung der Testakte und 1829 für die Emanzipation der Katholiken wirkte. 1830 nahm Russell erneut Anlauf zu einer Reform und brachte einen Gesetzentwurf ein, welcher den Städten Leeds, Manchester und Birmingham eine Vertretung im Parlament verleihen sollte. Auch diesmal trug er zwar den Sieg zunächst nicht davon, doch wurde er im liberalen Kabinett Grey Generalzahlmeister und hatte im Juni 1832 die Genugtuung, seine langjährigen Bemühungen durch die Annahme des Reform Act gekrönt zu sehen.
Mit dem Rücktritt der Whigs im November 1834 legte auch er sein Amt nieder, um bei der Wiedereröffnung des Parlaments im Februar 1835 die Führung der Opposition zu übernehmen. Seiner geschickten Taktik gelang die Durchführung der Appropriationsklausel, wodurch die Tories zum Rücktritt bewogen wurden.
1836 wurde er zum Ehrenmitglied der Bayerischen Akademie der Wissenschaften ernannt.

### Staatssekretär und Kolonialminister
In der Regierung Melbourne (April 1835) war Russell Leader of the House of Commons, dazu übernahm Russell das Ministerium des Innern, das er 1839 mit dem Kriegs- und Kolonialministerium (Secretary of State for War and the Colonies) tauschte. Die wichtigsten gesetzgeberischen Maßnahmen dieser Regierung, die neue Städteordnung, die irische Zehntbill, die neue Armengesetzgebung, die Organisation des öffentlichen Unterrichts und die Verbesserung der Rechtspflege, sind zum wesentlichen Teil das Verdienst Russells, der gleichzeitig als Oberhaupt der inneren Verwaltung die Bestrebungen der Chartisten und Radikalen niederhielt.
Nachdem die Regierung im August 1841 zurückgetreten war, übernahm Russell wieder die Führung der Opposition, unterstützte aber die Bemühungen der Regierung Peel zur Verbesserung der Freiheit des Handels, der Lebensverhältnisse der arbeitenden Klassen und die Aufrechthaltung der Ruhe in Irland betreffenden Fragen.

### Erste Regierung (Juli 1846–Februar 1852)
Nach Peels Rücktritt wurde Russell im Juli 1846, als das anerkannte Oberhaupt der Whigs, mit der Bildung der neuen Regierung beauftragt, in der er selbst den Posten eines Premiers und ersten Lords des Schatzes übernahm. In diese Regierungszeit fällt die Große Hungersnot in Irland, welche durch die Politik seiner Regierung erheblich verschärft wurde. Als Russell sich im Dezember 1851 Lord Palmerstons auf wenig rücksichtsvolle Weise entledigt hatte, wurde die Stellung des Kabinetts unhaltbar, und Ende Februar 1852 trat die Whigregierung zurück.

### Minister in den folgenden Kabinetten

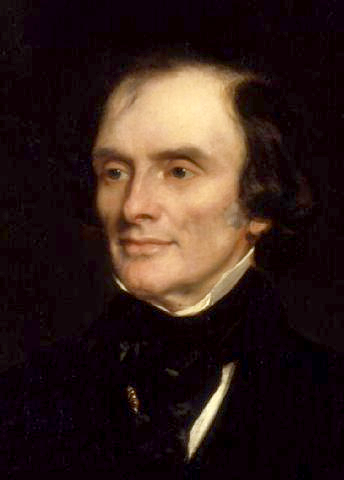
John Russell, Francis Grant, 1853

Nach einer kurzen Regierung Lord Derbys trat er am 17. Dezember 1852 in Lord Aberdeens Koalitionsregierung als ministerieller Leiter des Unterhauses ein. Am 21. Februar 1853 übergab er das von ihm provisorisch verwaltete auswärtige Amt an George Villiers, 4. Earl of Clarendon und übernahm nach dem Ausbruch des Krieges mit Russland das Präsidium des Geheimen Rats, schied aber am 25. Januar 1855, einige Tage vor dem Sturz der Koalitionsregierung, wieder aus. Zudem war er von Februar bis Juli 1855 Kolonialminister (Secretary of State for the Colonies).
In der neuen Regierung Palmerston übernahm Russell die Kolonialverwaltung und vertrat das Vereinigte Königreich im Februar auf den Wiener Friedenskonferenzen. Infolge der Angriffe, welche sein Verhalten hierbei erfuhr, trat er 13. Juli zurück. In der am 18. Juni 1859 eingesetzten neuen Regierung Palmerston übernahm er wieder das auswärtige Amt und wurde am 30. Juli 1861 als Earl Russell zum Peer erhoben. Seine Außenpolitik richtete sich überwiegend nach den Vorgaben Palmerstons. Während des italienischen Krieges begünstigte er die nationale Erhebung, ließ aber die Annexion Savoyens an Frankreich zu.
Bei Gelegenheit des polnischen Januaraufstandes von 1863 erlitt er eine entschiedene Niederlage, als die russische Regierung seine Noten, in denen er sich für Polen verwendete, einfach unberücksichtigt ließ. Auch in dem amerikanischen Sezessionskrieg bot er seine Vermittlung an und ergriff 1864 während der Londoner Konferenz zur Beendigung des Deutsch-Dänischen Krieges entschieden für Dänemark Partei.

### Zweite Regierung (Oktober 1865–Juni 1866)
Als Palmerston 18. Oktober 1865 starb, übernahm Russell den Posten eines Premiers und überließ die Leitung der auswärtigen Angelegenheiten George Villiers, 4. Earl of Clarendon. In der nächsten Legislaturperiode legte Gladstone am 12. März 1866 die neue Reformbill vor, die aber auf so heftigen Widerstand stieß, dass Russell am 26. Juni 1866 seine Entlassung einreichte.

### Späte Jahre
Seitdem bekleidete Russell kein Staatsamt mehr. Wie früher für die Reform des Unterhauses, so war er nun für die des Oberhauses tätig und brachte im April 1869 eine Bill ein, durch welche die Ernennung einer Anzahl von Peers auf Lebenszeit verfügt werden sollte, die jedoch abgelehnt und nicht wieder erneuert wurde.
Russell war bis in seine letzten Jahre einer der wenigen Whigs im alten Sinn, ein geistvoller, ehrlicher, offenherziger, für das Wohl seines Vaterlandes aufrichtig begeisterter Politiker; aber alle diese hervorragenden Eigenschaften konnten ihm, nachdem neue Parteibildungen der Politik der alten Whigaristokratie den Boden unter den Füßen weggezogen hatten, den früheren Einfluss nicht erhalten. Als Redner war Russell weniger durch oratorischen Schwung, als durch Klarheit der Gedankenentwickelung und gewandte Dialektik ausgezeichnet. Eine Auswahl seiner Reden erschien 1870 in 2 Bänden.
Sein Erbe war sein Enkel Frank Russell, 2. Earl Russell, geboren am 12. August 1865, Sohn des Viscount Amberley (geboren 1842, gestorben 9. Januar 1876). Nach dem Tode des Sohnes übernahm John Russell mit seiner Frau die Erziehung seines 1872 geborenen Enkels Bertrand Russell, des bekannten Philosophen und Nobelpreisträgers.

## Zitate
„Lord John Russells ganzes Leben war ein Leben auf falsche Vorwände – falsche Vorwände von Parlamentsreform, falsche Vorwände von Religionsfreiheit, falsche Vorwände von Freihandel. So aufrichtig war sein Glauben in das Genüge falscher Vorwände, dass er es für durchaus tunlich hielt, nicht nur britischer Staatsmann auf falsche Vorwände zu werden, sondern auch Dichter, Denker und Geschichtsschreiber auf falsche Vorwände.“

„Parteien gleichen den Schnecken, bei denen es der Schwanz ist, der den Kopf bewegt.“

## Werke (Auswahl)
- Essay on the history of the English government and constitution, London 1821, neue Ausgabe 1873, deutsch von Kritz, Leipzig 1825.
- Memoirs of the affairs of Europe; from the peace of Utrecht to the present time, London 1824–29, 2 Bände.
- Essay on causes of the French revolution, 1832.
- Die Biographie des Lord John Russell.
- Life and times of C. J. Fox, 3 Bände, London 1859–67.

Als besonders bedeutend gilt seine letzte große Schrift Recollections and suggestions (1873, 2. Auflage 1875; deutsch, Halle 1876), welche gleichsam als das politische Testament des greisen Staatsmanns gelten kann.
Auch verfasste er ein Trauerspiel (Don Carlos, 1823) und gab Thomas Moores Briefe und Tagebücher (1852–56, 8 Bände; kleinere Ausgabe 1860) sowie den Briefwechsel etc. von Fox (1853–57, 4 Bände) heraus.